# الرميلة (السعودية)
الرميلة هي إحدى أقدم البلدات في واحة الأحساء. يبلغ عدد سكانها مايزيد عن 13000 نسمة (احصائية 2020).
الرميلة محاطة بالعمران والحوطة والمركز والدالوة.تبعد عن العاصمة الرياض 350 كم ,وتبعد عن الهفوف 16 كم ويربطها بالهفوف والبلدات المجاورة طريق إسفلتي ومجموعة من الطرق الترابية.

## التعداد السكاني
عدد سكان الرميلة في ازدياد سريع لعدة أسباب:
1. ازدياد نسبة الولادة في الرميلة.
2. تشجيع الآباء للأبناء على الزواج المبكر.

## الناس والتركيبة الاجتماعية
غالب الناس في الرميلة كرماء لأنهم يتبعون العادات والتقاليد القديمة. وهي قرية محافظة، حيث يغلب على أكثر النساء من أهلها إن لم يكن جميعهم الالتزام بلبس عباءة الرأس التقليدية في الأحساء والبوشية على الوجه - غطاء الوجه - غالبية أبناء القرية لهم صلة قرابة ببعض لذلك فهم يعرفون بعضهم جيداً. أبناء البلدة يعملون مع بعض كالفريق الواحد .

## التعليم
هناك مايزيد على 200 طالب وطالبة من الرميلة يدرسون خارج السعودية. أيضاً مايزيد على 500 طالب من الأولاد يدرسون في شتى الجامعات السعودية. وأيضاً يوجد 25 طالب علوم دينية في القرية ([شيخ]).
المدارس في الرميلة :
1. مدرستين ابتدائيتين (بنات & بنين)
2. مدرستين للمرحلة المتوسطة (بنات & بنين)
3. مدرستين للمرحلة الثانوية (بنات & بنين)

## اللغة
اللغة العربية هي اللغة الرسمية، . تتميز قرية الرميلة كما هي الكثير من قرى الأحساء بلكنة واضحة تميز أهاليها.

## اللجان الاجتماعية
- اللجنة الأهلية لرعاية الطلبة
- لجنة العزاء
- الصندوق الخيري
- لجنة الزواج الجماعي
- لجنة الاحتفالات
- لجنة كافل اليتيم
- المكتب الخيري
- لجنة مهرجان القران الكريم السنوية
- حلقات الولاء
- جمعية الرميلة الخيرية
- لجنة النشاط الاجتماعي
- منتدى صلة رحم
- ملتقى الرميلة الأدبي

## أحداث سنوية
- الزواج الجماعي
- مهرجان القرآن الكريم
- عيد الفطر
- عيد الأضحى
- ذكرى ولادة ووفاة أئمة أهل البيت
- ذكرى وفاة السيد كاظم العلي (قائد الرميلة السابق)
- الإفطار الجماعي
- احتفال تكريم الطلبة المتفوقين
- المارثون الرميلي
- حملة التبرع بالدم
- مهرجان الطفل بالرميلة-عيد الغدير.

## الدين والمذهب
الدين المتبع هو الإسلام كما هو الوضع في غالبية مدن ومناطق المملكة العربية السعودية
أبناء بلدة الرميلة هم من المسلمين الشيعة الاثنا عشرية

## أماكن العبادة
يوجد في الرميلة 9 مساجد جميعها لمسلمين يتبعون المذهب الشيعي الإثنا عشري، المسجد الرئيسي هو (مسجد الزهراء) ويعود للقرن الثاني للهجرة النبوية، كما يوجد 6 حسينيات في القرية.

## النادي الرياضي
تأسس نادي الرميلة في عام 1395هـ، غالب نشاطه يتركز على كرة القدم وكرة تنس الطاولة.

و كذلك كان فب البلد ناد رياضي اخر اسمه نادي التضامن الرياضي و قد تم دمج نادي الامل (سابقا) مع نادي التضامن في نادي الرميلة كان ذلك في حدود سنة 1991م
والان يوجد أكثر من خمسة أفرقة رياضية في القرية : فريق الليث - فريق النور - فريق النورس - فريق النجوم